# Dupontia proletaria
Dupontia proletaria foi uma espécie de gastrópodes da família Euconulidae.
Foi endémica do Maurícia e Reunião.